# Ducetia levatiala
Ducetia levatiala är en insektsart som beskrevs av David R. Ragge 1980. Ducetia levatiala ingår i släktet Ducetia och familjen vårtbitare. Inga underarter finns listade i Catalogue of Life.